# Cloudina
Genre
Cloudina est un genre éteint de métazoaires primitifs de la période de l'Édiacarien.

## Systématique
Le genre Cloudina a été créé en 1972 par Gerard J. B. Germs (d).

## Étymologie
Le nom du genre a été donné en l'honneur du géologue et paléontologue Preston Cloud.

## Description
Ce genre est retrouvé sous la forme de fossiles constitués de cônes calcaires de taille millimétrique en diamètre, imbriqués les uns dans les autres, pour une longueur totale de 8 à 150 mm. La forme de l'animal lui-même est inconnue.
Les espèces du genre Cloudina semblent être les premières à avoir constitué des récifs et donc les premières à trouver cette réponse adaptative bien avant les coraux et les éponges vis-à-vis de la prédation,.

## Liste d'espèces
Selon Paleobiology Database (11 juillet 2021) :
- † Cloudina carinata Cortijo, Musa, Jensena et Palacios, 2009
- † Cloudina hartmannae Germs 1972
- † Cloudina lucianoi (Beurlen & Sommer, 1957) Zaine & Fairchild, 1985
- † Cloudina ningqiangensis Cai et al., 2017
- † Cloudina riemkeae Germs 1972
- † Cloudina xuanjiangpingensis Cai et al., 2017

## Publication originale
- (en) Gerard J. B. Germs, « New shelly fossils from Nama Group, South West Africa », American Journal of Science, and Arts, New Haven, Inconnu, vol. 272, no 8,‎ 1er octobre 1972, p. 752-761 (ISSN 0002-9599 et 1945-452X, OCLC 5694945, DOI 10.2475/AJS.272.8.752).